# Hefkó Mihály
Hefkó Mihály (Budapest, 1950. július 9.–) Ybl Miklós-díjas és a Ferenczy Noémi-díj kitüntetéssel elismert belsőépítész, tervezőművész, művészeti szakíró és egyetemi oktató.

## Életpályája
Hefkó Mihály 1975-ben végzett a Magyar Iparművészeti Főiskola belsőépítész szakán. Diploma után a Középülettervező Vállalatnál dolgozott. 1988-ban Anti Szabó Jánossal együtt létrehozták a »mi« művészi instrukció alkotóközösséget. Tanulmányút: Soros Alapítvánnyal Nyugat Európában járt. Rerenciamunkái között számos nagy középület belsőépítészeti kiképzése szerepel. A Magyar Művészeti Akadémia levelező tagja 2013, rendes tag 2017-től.

## Fontosabb munkahelyek
Ferencvárosi Épület Asztalosipari Vállalat, fizikai munkás; majd a Néprajzi Múzeum, a bútorrestaurátor műhely vezetője
1978–1987: Középülettervező Intézet, belsőépítész Németh István műtermében
1989–2013: Művészeti Instrukció Bt., vezető tervező

## Oktatói tevékenység
2009–2010: Harsányi János Főiskola Alkalmazott Művészeti Intézet, Környezetkultúra szak, főiskolai docens DLA
2010–: Budapesti Kommunikációs és Üzleti Főiskola (2016 óta Budapesti Metropolitan Egyetem) Környezetkultúra alapszak, Környezettervező és Belsőépítész Művész mesterképzés, címzetes főiskolai tanár

## Kitüntetései
- 1982 Hyatt Szálló: minisztertanács, kiváló munkáért
- 1986-ban bajai zsinagóga: szakminisztériumi Nívódíj
- 1987 Club Tihany Hotel Üdülőfalu: pro architektura
- 1991 Ybl-díj
- 2002 Az Év Belsőépítésze díj, Jakab Csaba építész, belsőépítész tervezőművésszel közösen a Fővárosi Szabó Ervin Könyvtár belsőépítészeti tervezői munkáiért
- 2002 Ferenczy Noémi-díj
- 2002 Europa Nostra-díj  Fővárosi Szabó Ervin Könyvtár Központi Könyvtára / Weinkheim palota és Zenei Könyvtára /Pállfy-palota/. Fehérvár Hiemmer–Font–Caraffa műemléki együttes ICOMOS díj
- 2024 Érdemes művész

## Fontosabb munkái
- 1979 Allmédia könyvtár berendezések tervezése (Csíszentmihályi Péter, Flamm György, Köhler Margit, Reimholtz Péter, Bárkányi Attila, Lőrinczi Edit)
- 1981 Pásztói Gyógypedagógiai Intézet (építész: Bodoky Péter)
- 1982 Hyatt szálló és Malév irodaház társtervezőként (építész: Zalaváry Lajos, belsőépítész: Németh István–Hefkó Mihály); Keszthelyi 16 tantermes iskola (építész: Jankovics Tibor)
- 1985 Ady Endre Könyvtár, Baja, zsinagóga átalakítása (építész: Tornai Endre)
- 1986 Club Tihany Üdülőfalu (építész: Hegedűs Péter, Laczkovics L., Péchy Gy.)
- 1987 Táncsics Mihály Gimnázium tervei, Dabas (építész: Bujdosó Géza); János Kórház, Orr-fül- gégészet pavilon épület (építész: Bodoky Péter); Magyar Tudományos Akadémia irodaháza Budapest Lenin krt. 67. (építész: Patócs P.)
- 1988 Agrotours Utazási Iroda, Budapest Nagydiófa u. 34 (építész: Annus Ferenc)
- 1989 Merkantil Bank Budapest, József Attila u. (építész: Zsuffa András); ATE kollégium, Keszthely (építész: Jankovics Tibor); Bábszínház, Eger (építész: Hegedűs Péter)
- 1990 OTP Békásmegyeri üdülőépület (építész: Annus Ferenc); 8 tantermes iskola, Keszthely (építész: Jankovics Tibor)
- 1991 Gellért Szálló főbejárat, portapult, lépcsőkorlát és üzletek, Budapest, Magyar Külkereskedelmi Bank központi épülete (építész: Zuffa András)
- 1993 Porsche Hungária Kft., Fáy u. (építész: Benczúr László)
- 1994 Róth Miksa Üvegmúzeum (építész: Zsuffa András, Zsuffa Kálmán)
- 1995 Közgazdasági és Jogi Könyvkiadó Rt., Budapest, Nádor utca (építész: Lasetzky Frigyes); Fővárosi Csat. Művek Rt. Budapest VII. ker. Asztalos S. u. (építész: Laczkovics László); Velux irodaház Budapest III. ker. Zsófia u. 1-3 (építész: Hegedűs Péter); Vénusz patika Budapest XVIII. ker. (építész: Tornai Endre); Városmajor u. 41. alatti villaépület rekonstrukciója (építész: Árkay Aladár)
- 1996 Korona könyvesbolt Budapest XI. ker. Bartók Bála út 50. (építész: Lasetzky Frigyes)
- 1997 Megyei Bíróság, Balassagyarmat (építész: Hegedűs Péter)
- 1998 Fővárosi Szabó Ervin Könyvtár Zenei Könyvtára, Pálffy Palota (építész: Hegedűs Péter); FSZEK Központi Épülete, Wenckheim palota (építész: Hegedűs Péter)
- 2001 Városi Bíróság, Keszthely (építész: Hegedűs Péter)
- 2002 Festetics palota részleges belsőép., Budapest Pollack Mihály tér 10. (építész: Gál Tibor)
- 2003 Árkay Aladár által tervezett villa rekonstrukciója, Budapest, II. Tóth Lőrinc u. 5. (építész: Ónodi Sz. Lajos)
- 2005– 2007 Hiemer–Font–Caraffa műemléki épület I.-II. ütem, Székesfehérvár (építész: Koch Péter)
- 2005 Fővárosi Szabó Ervin Könyvtár, fiókkönyvtár, Budafok (építész: Hegedűs Péter)
- 2009 Jüllich Glas Holding ZRT. irodaépület (építész: Hajós Imre)
- 2011 Vörös sün, Budapest, Hesz András tér (építész: Lasetzky Frigyes)
- 2013-2016 Budapest I. ker. Táncsics u. műemléki épület rekonstrukció (építész: Lasetzky Frigyes)

## Művészeti szervezeti tagságai
- Budapesti Építész Kamara,Belsőépítész Tagozat;
- 2005– 2015: Belsőépítész Tagozat Minősítő Bizottságának elnöke
- Magyar Képzőművészek és Iparművészek Szövetsége tagja
- Magyar Alkotóművészek Országos Egyesülete
- Magyar Belsőépítész Közhasznú Egyesület tagja
- 2006– 2009: Moholy-Nagy László Formatervezési Ösztöndíj Bizottság tagja
- 2013–: Magyar Művészeti Akadémia, levelező tag;
- 2015–: MMA Oktatási Bizottságának tagja
- 2016–: NKA Iparművészeti Kollégium tagja